# The Legend of Zelda: The Minish Cap
The Legend of Zelda: The Minish Cap (jap. ゼルダの伝説 ふしぎのぼうし, Zeruda no Densetsu: Fushigi no Bōshi, wörtlich: Die Legende von Zelda: Die Mütze der Wunder) ist ein Videospiel von Capcom aus dem Jahr 2004, welches am 12. November 2004 in Europa für den Game Boy Advance veröffentlicht wurde.

## Handlung
Prinzessin Zelda wird von Vaati, einem bösen Dämon, versteinert, welcher das Force sucht. Link macht sich abermals auf, sie zu retten und findet im Verlauf seiner Reise die sprechende Zipfelmütze Ezelo, welche die magische Fähigkeit besitzt, ihren Träger schrumpfen zu lassen. Ezelo ist in Wirklichkeit ein Zauberer und Vaatis Lehrer. Er wurde von seinem Schüler in diese Mützenform verhext, als er ihn beim Stehlen der Mütze der Wünsche erwischte. Sie erfüllt ihrem Träger jeden Wunsch, weshalb Vaati zu einem Hexer wurde. In miniaturisierter Form stößt Link daraufhin auf das Volk der Minish, welches ihn fortan auf seiner Reise unterstützt. Außerdem kann er Fragmente (in Form von in zwei Hälften geteilten Münzen) vereinen, mit denen man verschiedene Ereignisse hervorrufen kann. Das eigentliche Ziel ist aber, das heilige Schwert der Minish mit Hilfe der vier Elemente wiederherzustellen, nachdem Vaati es zerstört hatte. Im Endkampf kommt Link zu spät und Vaati erhält die Kraft des Force, welches aus ihm ein gottgleiches Wesen machen soll – tatsächlich entsteht jedoch ein Dämon, womit sich seine Gestalt seinem finsteren Wesen angepasst hat. Letztendlich kann Link ihn jedoch in dem Schwert der Vier versiegeln und Zelda retten.
Damit erhält auch Ezelo seine wahre Gestalt wieder. Er verabschiedet sich von Link und Zelda und kehrt in seine Heimat zurück. Link erhält eine richtige grüne Zipfelmütze als Abschiedsgeschenk.

## Manga
Unter dem gleichnamigen Titel The Legend of Zelda: The Minish Cap wurde das Spiel im Jahr 2006 offiziell als Manga vom Mangaka-Duo Akira Himekawa adaptiert. Anders als in Four Sword Adventures wurde der comichafte Grafikstil des Vorlagespiels übernommen. TOKYOPOP veröffentlichte den Manga im Jahr 2010 in Deutschland.
Die Handlung ist nahezu mit den Geschehnissen im Spiel identisch. Vaati bekommt hier allerdings Angst vor seiner vollständigen Verwandlung in einen Dämon und wird wieder in einen Minish zurückverwandelt. Ohne die Mütze der Wünsche ist er nun keine Bedrohung mehr, bereut seine Taten und kehrt mit Ezelo für immer in die Welt der Minish zurück. Ohne das konsequente Ende des Spiels fehlt hier der Bezug zur Four-Swords-Saga.

## Hintergrund
- Das Spiel enthält eine „Spielwelt in der Spielwelt“, die beide spielerisch miteinander verbunden sind. Der Spieler kann sich mithilfe seiner Zaubermütze an bestimmten Spielorten schrumpfen und auf diese Weise beide Spielwelten besuchen. Einige Bereiche sind nur in der einen oder anderen Größe besuchbar.
  - Die Idee, Geschichten aus der Sicht geschrumpfter Protagonisten zu erzählen, gibt es seit Filmen wie Liebling, ich habe die Kinder geschrumpft oder Die Reise ins Ich. Im Zelda-Universum ist die Idee eine der wenigen Anleihen aus der Science-Fiction.
- Neu geschaffen wurde auch der Magische Krug, ein Gegenstand mit zauberhafter Saugkraft, mit dem sich die Spielwelt von Spinnweben, Staub, einigen Gegenständen und leichten Gegnern säubern lässt. Für den Spielfortschritt ist der Einsatz des Magischen Kruges an gewissen Punkten notwendig.
  - Nach dem großen Erfolg von Super Mario Sunshine zwei Jahre zuvor hatte das Team die Idee, einen Gegenstand wie die Reinigungsdüse Dreckweg 08/17 auch in Zelda einzuführen. Bis Breath of the Wild gab es jedoch keine von Magie angetriebenen Maschinen im Zelda-Universum. Außerdem ist in einer Zelda-Abenteuerwelt nicht überall Wasser verfügbar. Mit dem Phänomen der Luft war der Zelda-Spieler schon seit Wind Waker vertraut, sodass man für Minish Cap auf die allgegenwärtigen Krüge zurückgriff und einen von ihnen zu einem Staubsauger „verzauberte“.
  - In veränderter Form hatte der magische Krug in Skyward Sword einen erneuten Auftritt und ähnelt dort viel mehr einem Staubsauger; seiner eigentlichen Funktion.
- Grafisch ähnelt das Spiel Four Swords, der Spieler sieht alles aus der Vogelperspektive. Gestaltung und Animationen folgen dem seit Wind Waker etablierten Cartoon-Stil.
- Diversen Hinweisen im Spiel selbst und einigen Aussagen der Entwickler zufolge handelt es sich im chronologischen Zusammenhang des Spielgeschehens um das erste Zelda-Spiel in der Four-Swords-Saga.
- Durch das im Zelda-Universum neu eingeführte Volk der Minish wird eine Antwort auf die Frage nach der Herkunft der Gegenstände, die man häufig unter Büschen und Gräsern findet, präsentiert.
- Außerdem beantwortet das Spiel die Frage, wie Link zu seiner Mütze kam.
- Es ist das einzige originale, alleinstehende Zelda-Spiel für den Game Boy Advance. Das Zelda-Franchise auf dem Game Boy Advance wurde nicht von Nintendo, sondern von Capcom verantwortet, die auch die Portierung von A Link To The Past durchführten.

## Rezeption
Das Spiel richtet sich an Kinder und jüngere Spieler, worauf die Spielgeschichte, der Schwierigkeitsgrad und auch die für Zelda-Spiele sehr niedrige Altersfreigabe hinweist. Das Spiel wurde 1,76 Millionen Mal verkauft und lag damit hinter dem 2-in-1-Spiel Four Swords (mit der Portierung A Link To The Past) für den Game Boy Advance zurück. Obwohl ein kommerzieller Erfolg, ist The Minish Cap nach Four Swords Adventures das am zweitschlechtesten verkaufte Spiel der Zelda-Serie.
Mit der Zelda-Sonderedition des Game Boy Advance SP wurde dieses Spiel im Bundle vertrieben.
Bei der Kritik fand das Spiel überaus positiven Anklang. Neben der Grafik wurde auch die Musik als herausragend gelobt. Auch die Idee, sich schrumpfen zu können, um neue Rätsel freizuschalten, wurde positiv aufgenommen.
Hauptkritikpunkt am Spiel war die Länge: Eurogamer fand das Spiel „zu kurz“, und RPGamer meinte, durch das Spiel mit seinen relativ kurzen sechs Dungeons könne der durchschnittliche Spieler in zehn Stunden „durchfliegen“. Ebenfalls kritisiert wurde das repetitive Glücksfragment-System, mit dem zusätzliche Spielinhalte freigeschaltet werden können, sowie der niedrige Schwierigkeitsgrad.
Bei mehreren Spielemagazinen wurde das Spiel in Bestenlisten aufgenommen oder als Spiel des Jahres ausgezeichnet. Bei Metacritic wurden aus den aggregierten Kritiken 89 von 100 möglichen Punkte für das Spiel vergeben.

## Wiederveröffentlichung
The Legend of Zelda: The Minish Cap erschien im Dezember 2011 im eShop der Mobilkonsole Nintendo 3DS, wo es im Rahmen des sogenannten Botschafter-Programms kostenlos und exklusiv von Erstkäufern des Handhelds heruntergeladen werden konnte. Diese wurden damit für die starke Preisreduzierung des 3DS Mitte August 2011 entschädigt, indem ihnen jeweils zehn NES- und GBA-Spiele gratis zur Verfügung gestellt wurden. Im Mai 2014 erschien das Spiel für die Virtual Console der Wii U.